# Richoniella macrospora
Richoniella macrospora är en svampart som beskrevs av Cribb 1956. Richoniella macrospora ingår i släktet Richoniella och familjen Entolomataceae.   Inga underarter finns listade i Catalogue of Life.